# Il mare, non c'è paragone
Il mare, non c'è paragone è un film del 2002 diretto da Eduardo Tartaglia.

## Trama
Luciano, un pescatore, tira a campare con quel poco che la pesca gli fa guadagnare. A un certo punto diventa impossibile per lui continuare a pescare in quelle acque e decide di dedicarsi al mercato dei clandestini.